# Prins Bernhardlaan (Baarn)
De Prins Bernhardlaan is een laan in het prins Hendrikpark van Baarn in de Nederlandse provincie Utrecht.
De gebogen laan ligt verbindt de Julianalaan met de Amsterdamsestraatweg. De weg werd in 1883 ontworpen door H. Copijn en kreeg toen de naam Westeinde. Bij het huwelijk van Juliana en Bernhard werd de laan naar prins Bernhard vernoemd. In de oorlog moest de laan op last van de Duitse bezetter Frederik Hendriklaan genoemd worden. Aan de laan staan grote villa's op grote kavels.